# Миллер, Танги
Танги Миллер (англ. Tangi Miller, род. 28 февраля 1970) — американская актриса, наиболее известная благодаря роли в сериале The WB «Фелисити», где она снималась с 1998 по 2002 год.
Миллер родилась и выросла в Майами, штат Флорида, и окончила Калифорнийский университет в Ирвайне.  Она не собиралась стать актрисой и обучалась маркетингу в Университете штата Алабама. Она работала танцовщицей, прежде чем дебютировать на телевидении. После завершения «Фелисити», Миллер сыграла главную роль в низкобюджетном фильме «Лепрекон 6: Домой» (2003), а затем появилась в «Воссоединение семьи Мэдеи» (2006) и нескольких других независимых фильмах, которые также сама и продюсировала. Она также появилась в сериалах «Сумеречная зона», «Женская бригада» и «Детектив Раш».